# Fudzsimoto Nanami
Fudzsimoto Nanami (藤本七海; Hepburn: Nanami Fujimoto; Jao, 1995. február 27. –) japán színésznő.

## Pályafutása
Pályafutása elején az Akira tarentoiskola (叡タレントスクール) és az STS táncstúdió (ダンススタジオ) növendéke volt, ahol elsősorban televíziós reklámokban szerepelt. 2002-ben megnyerte a Takara Idol Licca-chan új tagok meghallgatása (アイドルリカちゃん 新メンバーオーディション) nevű versenyének nagydíját, így egy a nevével fémjelzett babát jelentettek meg. Később a Grace, majd 2005-től a Stardust Promotion vette át menedzselését, ahol 2014-ig dolgozott.

## Munkái

### Filmek
- Nikume, Hallelujah! (にくめ、ハレルヤ!?) (2006) — Szaki
- Mizúmi (みづうみ?) (2007) — Fudzsivara Jumi
- Chocolat ga mita szekai (ショコラの見た世界?) (2007) — fiatal Noriko
- Koneko no namida (子猫の涙?) (2008) — Morioka Haruko (főszerep)
- Naoko (奈緒子?) (2008) — fiatal Naoko
- Kung Fu-kun (カンフーくん?) (2008) — Reiko-csan (főszerep)
- Rakugo muszume (落語娘?) (2008) — Kaszumi
- Szoredemo hana va szaiteiku: Edelweiss (それでも花は咲いていく「エーデルワイス」?) (2011) — Andó Szae
- Nanacu made va kami no ucsi (七つまでは神のうち?) (2011) — Kisimoto Kaoru
- Aku no kjóten (悪の教典?) (2012) — Hajasi Miho
- Szajonara keikoku (さよなら渓谷?) (2013) — Mizutani Nacumi

### Animációs filmek
- Ucsú Elevator: Kagakusa no jumemiru mirai (宇宙エレベータ 〜科学者の夢みる未来〜?) (2007) — Tomonaga Mirai (főszerep)

### Televíziós doramák
- Zaiszei no tenszai: Bakumacu vo kakeru (財政の天才 幕末を駆ける?) (2004, NHK General TV)
- Jume no micukekata osietaru! (夢の見つけ方教えたる!?) (2008, Fuji TV) — Umeno Keiko
- Inocsi no iro enpicu (いのちのいろえんぴつ?) (2008, TV Asahi) — Tosima Kaszumi
- Hosi Sinicsi Short Show (星新一ショートショート?) (2008, NHK General TV) — Jószei
- Homeless csúgakuszei (ホームレス中学生?) (2008, Fuji TV) — Hama Rie
- Challenged (チャレンジド?) (2009, NHK General TV) — Tomoszaka Marin
- Challenged: Szocugjó (チャレンジド～卒業～?) (2011, NHK General TV) — Tomoszaka Marin
- Bull Doctor (ブルドクター?) (6. epizód) (2011, Nippon TV) — Janagida Maiko
- Aibó (相棒?) (10. évad, 4. epizód) (2011, Fuji TV) — Obikava Miszaki
- Itazura na Kiss: Love in Tokyo (イタズラなKiss〜Love in TOKYO?) (2013–2014, Fuji TV Two) — Komori Dzsinko
- Jamekei tantei Kagami Tóko 3 (ヤメ刑探偵 加賀美塔子3?) (2015, TBS) — Tamura Kana

### Varieték
- Tenszai TV-kun Max (天才てれびくんMAX?) (2005–2007, NHK Educational TV) — TV-harcos

### Egyéb televíziós műsorok
- Nanami-csan: Daiszuki Special (大好きスペシャル?) (2006, BShi)
- Tokusú vatasi ga kodomo datta koro: Icu demo (sószecuka: Josimoto Banana (特集 わたしが子どもだったころ「いつでも〜小説家・よしもとばなな〜」?) (2010, BShi) — Haruno Joiko

### Televíziós reklámok
- Takara: Eszute Idol Nanami-csan (タカラ、エステアイドルななみちゃん?)
- Takara: Licca-chan Idol Café (タカラ、リカちゃんアイドル カフェ?)
- Takara: Delivery Licca-chan (タカラ、デリバリーリカちゃん?)
- Sharp: Dzsokin Ion (シャープ、除菌イオン?)
- Universal Studios Japan: Hollywood Halloween (ユニバーサル・スタジオ・ジャパン、ハリウッド・ハロウィン?)
- Sony Ericsson Mobile Communications: SO903i (ソニー・エリクソン・モバイルコミュニケーションズ、SO903i?)

### Magazinrovatok
- Pure Pure (Tatsumi Shuppan)
- Lemon Teen Plus (Bauhaus)